# Siêu lây nhiễm

Bố trí tầng 9 của khách sạn Metropole ở Hồng Kông, cho thấy nơi xảy ra một sự kiện siêu lây nhiễm của hội chứng hô hấp cấp tính nặng (SARS)

Siêu lây nhiễm hay siêu lây lan là một sinh vật truyền nhiễm bất thường bị nhiễm một căn bệnh. Trong bối cảnh bệnh tật do con người gây ra, siêu lây nhiễm là một cá nhân có khả năng lây nhiễm cho nhiều người khác, so với một người nhiễm bệnh thông thường. Những người siêu lây nhiễm như vậy là mối quan tâm đặc biệt trong dịch tễ học.
Một số trường hợp siêu lây nhiễm tuân thủ quy tắc 80/20, trong đó khoảng 20% số người nhiễm bệnh chịu trách nhiệm cho 80% của việc truyền bệnh, mặc dù siêu lây nhiễm vẫn có thể được nói là xảy ra khi siêu lây nhiễm chiếm tỷ lệ cao hơn hoặc tỷ lệ phần trăm truyền bệnh thấp hơn. Trong các dịch bệnh với siêu lây nhiễm, phần lớn các cá nhân lây nhiễm tương đối ít người tiếp xúc thứ cấp.
Các sự kiện siêu lây lan được hình thành bởi nhiều yếu tố bao gồm suy giảm miễn dịch cộng đồng, nhiễm trùng bệnh viện, độc lực, lượng virus, chẩn đoán sai, động lực dòng khí, ức chế miễn dịch và đồng nhiễm với mầm bệnh khác.